# Арнаутовы

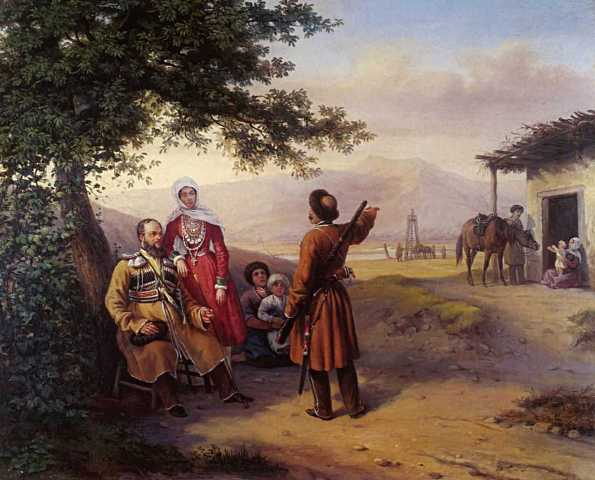
Портрет семьи Арнаутовых (худ. Г. Г. Гагарин, 1840-е гг.)

Арнаутовы (Арноутовы и Орнаутовы) — столбовой дворянский род. Владели поместьями в Орловском уезде уже в конце XVI века и происходят от Анисима Мартыновича Арнаутова. Записан в VI часть родословной книги Ярославской губернии.

## Описание герба
Щит разделен горизонтально на две части, из них в верхней части, в голубом поле, изображено сияющее солнце (польский герб Солнце), а в красном поле — выходящая из облака рука в серебряных латах, с мечом (польский герб Малая Погоня). В нижней части, в зелёном поле, серебряный якорь, имеющий анкершток чёрного цвета (изм. польский герб Котвица).
На щите дворянский коронованный шлем. Намёт на щите голубой, подложенный серебром. Герб рода Арнаутовых внесён в Часть 5 Общего гербовника дворянских родов Всероссийской империи, стр. 117.

## Известные представители
На картине войсковой старшина терского казачьего войска (подполковник, гребенский казак) Василий Иванович Арнаутов, с семьей (1840 г.). Один из его сыновей Иван Васильевич, а один из его сыновей Алексей Иванович Арнаутов жил г. Прохладный Кабардино-Балкарская АССР.
- Арнаутов Афанасий Дмитриевич — московский дворянин в 1627—1636 г.
- Арнаутов Иван Иванович — московский дворянин в 1676—1678 г., стольник в 1692 г.
- Арнаутов Харитон — воевода в Старом-Осколе в 1677—1678 г.
- Арнаутов Иван — воевода в Чугуеве в 1679 г.
- Арнаутов Григорий Артёмович — стряпчий в 1683 г., стольник в 1692 г[2][3].